# Худолеев, Анатолий Григорьевич
Анатолий Григорьевич Худолеев (11 июля 1942, Чапаевск — 6 февраля 2025, Санкт-Петербург) — советский и российский актёр театра, кино и озвучивания. Заслуженный артист Российской Федерации (2001).

## Биография
Родился 11 июля 1942 года в городе Чапаевск Куйбышевской области.
Учился в театральной студии при Куйбышевском драматическом театре имени М. Горького, которую окончил в 1963 году, после чего в этом же году стал актёром данного театра, в котором прослужил до 1965 года.
С 1965 по 1976 год — актёр Киевского русского драматического театра им. Леси Украинки.
С 1976 года по 1981 год — актёр Академического драматического театра имени В. Ф. Комиссаржевской. С 1981 по 1982 год — в Молодёжном театре на Фонтанке.
В 1982 году вернулся в театр имени В. Ф. Комиссаржевской, в котором Худолеев прослужил более 50 лет, до конца своих дней.
В начале 2000-х годов был занят в спектаклях Санкт-Петербургского театра имени Андрея Миронова.
В кино дебютировал в 1965 году, работая в Киеве. Зрителям запомнился ролям в сериалах «Тихий Дон», «Бандитский Петербург», «Улицы разбитых фонарей», «Тайны следствия», «Агент национальной безопасности», «Ментовские войны» и других. Всего в фильмографии актёра более 60 работ.
24 сентября 2001 года присвоено звание Заслуженный артист Российской Федерации.
Скончался 6 февраля 2025 года на 83 году жизни в Санкт-Петербурге. Церемония прощания состоялась 11 февраля 2025 года в Театре имени В. Комиссаржевской, отпевание в храме Успения Пресвятой Богородицы. По решению родственников, тело актёра было кремировано.

## Творчество

### Театральные роли
Театр им. В. Ф. Комиссаржевской
- Царь Федор Иоаннович (А. Толстой) — Варлаам Благов, Головин, Чудовский, Хворостинин
- Иосиф Швейк против Франца-Иосифа (Б. Рацер, В. Константинов) — Ведущий
- Романтика для взрослых (И. Зверев) — Гиковатый
- Самый правдивый (Г. Горин) — Рамкопф, Фельдфебель
- Смерть Иоанна Грозного (А. Толстой) — Врач, Якоби, Василий Шуйский
- Забыть Герострата (Г. Горин) — Первый горожанин
- Не беспокойся, мама! (Н. Думбадзе) — Щербина
- Царь Борис (А. Толстой) — Алексей Романов; Василий Шуйский; Посол Логау; Челибей
- Принцесса и Дровосек (Г. Волчек, М. Микаэлян) — Магиаш
- Два весельчака (Н. Саймон) — Бен
- Возвращение на круги своя (И. Друце) — Шапиро
- Синие кони на красной траве (М. Шатров) — Цюрупа
- Возвращение к жизни (Н. Думбадзе) — директор, Герваси
- Дипломат (С. Алешин) — Чичерин
- Последняя любовь Насреддина (Б. Рацер, В. Константинов) — портной
- В этой девушке что-то есть (Г. Рябкин) — Ткачёв
- Выбор (Ю. Бондарев) — связист
- Исповедь палача (Р. Мерль) — изможденный рабочий
- Неоконченный портрет (А. Чаковский) — Артур
- Дети Ванюшина (С. Найденов) — Красавин
- Диктатура совести (М. Шатров) — Желябов
- Рыжая кобыла с колокольчиком (И. Друцэ) — участковый
- Колыма (И. Дворецкий) — Петров
- Месяц в деревне (И. Тургенев) — Шпигельский
- Диктатура совести (М. Шатров) — Карков
- Робеспьер (Р. Роллан) — первый молчаливый
- Лакейские игры (Э. Брагинский) — Пряник
- Светильник, зажженный в полночь (Б. Стейвис) — Любри, Вироспи
- Адам и Ева (М. Булгаков) — Пончик
- Дневник Анны Франк (Ф. Гудрич, А. Хаккет) — Дуссел
- Идиот (Ф. Достоевский) — Фердыщенко
- Сны Изабеллы Кей (И. Лейтнер) — доктор Менделе
- Недомерок (Д. Никкодеми) — Фауст
- Рике с хохолком (К. Ласкари) — Король
- Игрок (Ф. Достоевский) — Потапыч
- Яма (В. Вербин) — Симеон
- Месяц в деревне (И. Тургенев)
- Смерть коммивояжера (А. Миллер) — Чарли
- Шут Балакирев (Г. Горин) — Шафиров
- Чичиков (М. Булгаков) — Собакевич
- Бульварная история (А. Николаи) — Либеро Бока
- Буря (В. Шекспир) — Алонзо
- Лето и дым (Т. Уильямс) — отец Джона

Театр имени Андрея Миронова
- Обломов (И. Гончаров) — Мухояров
- Отверженные — трактирщик Тенардье
- Сорок первый (ранее — Дорога в рай) — комиссар Евсюков

### Фильмография
Роли в кино
- 2018 — Реализация — Фёдор Шумилин
- 2018 — Петербург. Любовь. До востребования — зэк
- 2015 — Тихий Дон — Листницкий-старший
- 2015 — Город особого назначения — Фёдор Пономарь
- 2014 — Профессионал — топтун
- 2013 — Роль — служащий архива
- 2012 — Мать-и-мачеха — Захарыч
- 2012 — Жизнь и судьба — член Военного совета
- 2011 — Отрыв — отец учительницы
- 2011 — Государственная защита 2 — отец Бургера
- 2010 — Пропавший без вести — отец
- 2010 — Дорожный патруль 7 — Пётр Хвастов
- 2009 — Одну тебя люблю —
- 2008 — Смерть шпионам. Крым — Уколов
- 2008 — Защита — Губин
- 2008 — Дилер — Никола
- 2008 — Гончие 2 — Иван Игнатьевич
- 2007 — Преступление и наказание — Душкин
- 2007 — Попытка к бегству — Лев Сиплый
- 2007 — Пером и шпагой — караульный
- 2007 — Мушкетёры Екатерины — Василий
- 2006 — Ментовские войны 3 — «Угрюмый»
- 2005 — Господа присяжные — тюремный офицер
- 2005 — Голова классика — Мономахов
- 2003 — Бандитский Петербург 4, 6 — Виктор Чайковский
- 2001 — Тайны следствия 1 — Владлен Прудкин
- 2001 — По имени Барон — Виктор
- 2000 — Четырнадцать цветов радуги — прапорщик
- 2000 — Агент национальной безопасности 2 — Фёдор
- 1998 — Тоталитарный роман — Анатолий Григорьевич
- 1996 — Возвращение «Броненосца» — проводник
- 1988 — Хлеб — имя существительное —
- 1989 — Двойник — Алексеич
- 1986 — Левша — казак
- 1985 — Противостояние — специалист по дальней связи
- 1985 — Простая смерть… — Пётр
- 1981 — 20 декабря — Виктор Ногин
- 1979 — Дождь в чужом городе — Антон
- 1978 — Возвращение на круги своя — Владимир Чертков
- 1973 — С весельем и отвагой — Васильков
- 1971 — Всего три недели... — Денис
- 1969 — Ночь перед рассветом — Сергей
- 1969 — Комиссары — Денисенко

Дубляж
- 1975 — Какого рожна хочется? (мультфильм СССР)
- 1972 — Ловкость рук, Ваше Величество! (ГДР)
- 1968 — Героин (ГДР)
- 1966 — Чёрная пантера (ГДР)
- 1966 — Позднее раскаяние (Тунис, ГДР)
- 1965 — Свадьба с условием (Чехословакия)
- 1965 — Беспокойная семья (Болгария)
- 1965 — Ты — моя жизнь (Индия)
- 1964 — Молодой боец (Вьетнам)

## Звание
- Заслуженный артист Российской Федерации (24 сентября 2001) — за заслуги в области искусства[5].